# Frank Andoh
Franklin "Frank" Andoh (sinh ngày 21 tháng 9 năm 1986 ở Mankesim) là một cầu thủ bóng đá người Ghana, hiện tại thi đấu cho Tudu Mighty Jets.

## Sự nghiệp
Andoh played Ashanti Gold SC. Năm 2007, anh chuyển đến Kessben F.C., Sau sự tan rã của Kessben F.C., vào tháng 12 năm 2010 anh đầu quân cho Tudu Mighty Jets FC.

## Quốc tế
Năm 2006 Andoh được triệu tập vào U-20 Ghana.